# Катастрофа MD-11 под Галифаксом
Катастрофа MD-11 под Галифаксом — крупная авиационная катастрофа, произошедшая в среду 2 сентября 1998 года у побережья Канады. Авиалайнер McDonnell Douglas MD-11 авиакомпании Swissair выполнял плановый межконтинентальный рейс SWR111 по маршруту Нью-Йорк—Женева (рейс являлся код-шерингом с авиакомпанией Delta Air Lines), но через 55 минут после взлёта на его борту рядом с кабиной экипажа начался пожар. Пилоты направили самолёт к ближайшему аэропорту, но в результате пожара все системы управления самолётом вышли из строя, и лайнер рухнул в залив святой Маргарет в 56 километрах к юго-западу от аэропорта Галифакса (Канада). Погибли все находившиеся на его борту 229 человек — 215 пассажиров и 14 членов экипажа.
Катастрофа рейса 111 стала крупнейшей в истории швейцарской авиации и в истории самолёта McDonnell Douglas MD-11, а также второй по числу погибших в истории Канады (первое место занимает катастрофа DC-8 в Гандере, в которой погибли 256 человек).

## Сведения о рейсе 111

### Самолёт
McDonnell Douglas MD-11 (регистрационный номер HB-IWF, заводской 48448, серийный 465) был выпущен в 1991 году (первый полёт совершил 1 июня). 5 августа того же года был передан авиакомпании Swissair, в которой получил имя Vaud. Оснащён тремя двухконтурными турбовентиляторными двигателями Pratt & Whitney PW4462. На день катастрофы 7-летний авиалайнер совершил свыше 6400 циклов «взлёт-посадка» и налетал 36 041 час.

### Экипаж
Самолётом управлял опытный экипаж, состав которого был таким:
- Командир воздушного судна (КВС) — 49-летний Урс Циммерманн (нем. Urs Zimmermann). Очень опытный пилот, проработал в авиакомпании Swissair 27 лет и 1 месяц (с июля 1971 года). Управлял самолётами Douglas DC-8, McDonnell Douglas DC-9, McDonnell Douglas MD-80 и Airbus A320. В должности командира McDonnell Douglas MD-11 — с июня 1997 года. Налетал свыше 10 800 часов, свыше 900 из них на MD-11.
- Второй пилот — 36-летний Штефан Лёв (нем. Stefan Löw). Опытный пилот, проработал в авиакомпании Swissair 7 лет (с 1991 года). Управлял самолётами McDonnell Douglas MD-80 и Airbus A320. В должности второго пилота McDonnell Douglas MD-11 — с мая 1998 года. Налетал свыше 4800 часов, свыше 230 из них на MD-11.

Оба пилота на момент катастрофы были в отличном состоянии (перед полётом у них было 27 часов отдыха).
В салоне самолёта работали 11 бортпроводников:
- Патрисия Эберхарт (нем. Patricia Eberhart),
- Энн-Элизабет Кастиони-Эмери (нем. Anne-Elizabeth Castioni-Emery),
- Ирен Бетриси (нем. Irene Betrisey),
- Колетт Фуртер (нем. Colette Furter),
- Серейна Пазеллер (нем. Seraina Pazeller),
- Рафаэль Бирки (нем. Raphael Birkie),
- Жаннин Помпили (нем. Jeannine Pompili),
- Регула Ройтеманн (нем. Regula Reutemann),
- Петер Шваб (нем. Peter Schwab),
- Бригит Випрахтигер (нем. Brigit Wiprachtiger),
- Флоренс Цубер (нем. Florence Zuber).

Также в состав экипажа рейса 111 входил авиамеханик Рене Оберхансли (нем. Rene Oberhansli).

### Пассажиры
На борту самолёта находились 215 пассажиров, в том числе двое детей.
| Гражданство людей на борту | Гражданство людей на борту | Гражданство людей на борту | Гражданство людей на борту |
| Гражданство                | Пассажиры                  | Экипаж                     | Всего                      |
| -------------------------- | -------------------------- | -------------------------- | -------------------------- |
| Афганистан                 | 1                          | 0                          | 1                          |
| Канада                     | 3                          | 0                          | 3                          |
| Китай                      | 1                          | 0                          | 1                          |
| Египет                     | 1                          | 0                          | 1                          |
| Франция                    | 41                         | 0                          | 41                         |
| Франция / Великобритания   | 1                          | 0                          | 1                          |
| Франция / США              | 2                          | 0                          | 2                          |
| Германия                   | 1                          | 0                          | 1                          |
| Индия                      | 1                          | 0                          | 1                          |
| Иран                       | 1                          | 0                          | 1                          |
| Иран / США                 | 1                          | 0                          | 1                          |
| Италия                     | 3                          | 0                          | 3                          |
| Марокко / Канада           | 1                          | 0                          | 1                          |
| Мексика                    | 1                          | 0                          | 1                          |
| Россия                     | 1                          | 0                          | 1                          |
| Саудовская Аравия          | 1                          | 0                          | 1                          |
| Испания                    | 1                          | 0                          | 1                          |
| Швейцария                  | 30                         | 13                         | 43                         |
| Швейцария / Великобритания | 2                          | 0                          | 2                          |
| Швейцария / Греция         | 1                          | 0                          | 1                          |
| Швейцария / Израиль        | 1                          | 0                          | 1                          |
| Швейцария / Нидерланды     | 1                          | 0                          | 1                          |
| Швейцария / США            | 1                          | 0                          | 1                          |
| Великобритания             | 3                          | 0                          | 3                          |
| США                        | 111                        | 1                          | 112                        |
| США / Великобритания       | 2                          | 0                          | 2                          |
| Югославия                  | 1                          | 0                          | 1                          |
| Всего                      | 215                        | 14                         | 229                        |

Среди пассажиров на борту самолёта находились:
- Эльвира Салахутдинова, 23-летняя гражданка России[8].
- Мэрилин Джунод (англ. Marylin Junod), американская предпринимательница в области парфюмерного бизнеса[8].
- Джонатан Манн[англ.], сотрудник Всемирной организации здравоохранения и пионер в области исследования СПИД[9].
- Мэри Лу Клементс-Манн[англ.], супруга Джонатана Манна[9].
- Саудовский принц Бандар ибн Сауд ибн Саад ибн Абдул Рахман (англ. Bandar ibn Saud ibn Saad ibn Abdul Rahman), пилот гражданской авиации[8].
- Джозеф Ламотта (англ. Joseph LaMotta), сын боксёра Джейка Ламотты[9].
- Пьер Баболя (англ. Pierre Babolya), владелец компании по производству теннисной экипировки «Babolat»[9].
- Физик Клаус Киндер-Гейгер (нем. Klaus Kinder-Geiger), сотрудник Брукхейвенской национальной лаборатории[8].
- Физик Оскар Спанне (швед. Oscar Spanne)[8].
- Пирс Герети (англ. Pierce Gerety), сотрудник ООН и представитель ЮНИСЕФ в Сомали[9].

#### Пассажиры, не попавшие на борт
- В последний момент этим рейсом отказался лететь теннисист Марк Россе, который участвовал в US Open-1998, но выбыл из турнира одиночников; 1 сентября (за день до рейса) он проводил тренировки со своим тренером Пьером Симсоло (англ. Pierre Simsolo), а вечером того же дня устроил вечеринку и потом долго приходил в себя после неё[8][9].
- Также от полёта отказались директор теннисного турнира в Гштааде Жак Эрменьят (англ. Jacques Ermenyat), который снялся с рейса и отправился на мероприятие Ассоциации тенниса США, и ещё один участник US Open-1998[англ.] — румын Дину Пескариу[англ.], у которого была аэрофобия[9].
- Бывший сотрудник MI6 Ричард Томлинсон[англ.], скандально известный благодаря ряду заявлений о деятельности британских спецслужб, также должен был лететь этим рейсом. Впоследствии конспирологическое издание «Executive Intelligence Review» утверждало, что британские спецслужбы якобы подстроили пожар на самолёте, чтобы убить Томлинсона, однако агент в последний момент так и не полетел этим рейсом[9].

### Груз
Рейс SWR111 был крайне популярен среди ювелиров, которые использовали его в качестве курьерской службы между центрами ювелирной индустрии США и Европы. В багажном отсеке самолёта находились более 5 килограммов ювелирных украшений и изделий из золота и платины, а также металлический ящик с бриллиантами и несколько контейнеров золотых часов; в частности, на борту находились 1 килограмм бриллиантов и один камень с выставки «Природа бриллиантов», которая прошла в Американском музее естественной истории и закрылась за 3 дня до катастрофы рейса 111. Общая сумма драгоценностей составляла $ 10 000 000.
Также на борту самолёта находились 50 килограммов банкнот крупного номинала, которые были отправлены в швейцарский филиал «Bank of America», и подписанный фототипный оттиск 1963 года «Художник» (фр. Le Peintre) авторства Пабло Пикассо. Ориентировочная стоимость картины составляла $ 1 500 000.

## Хронология событий

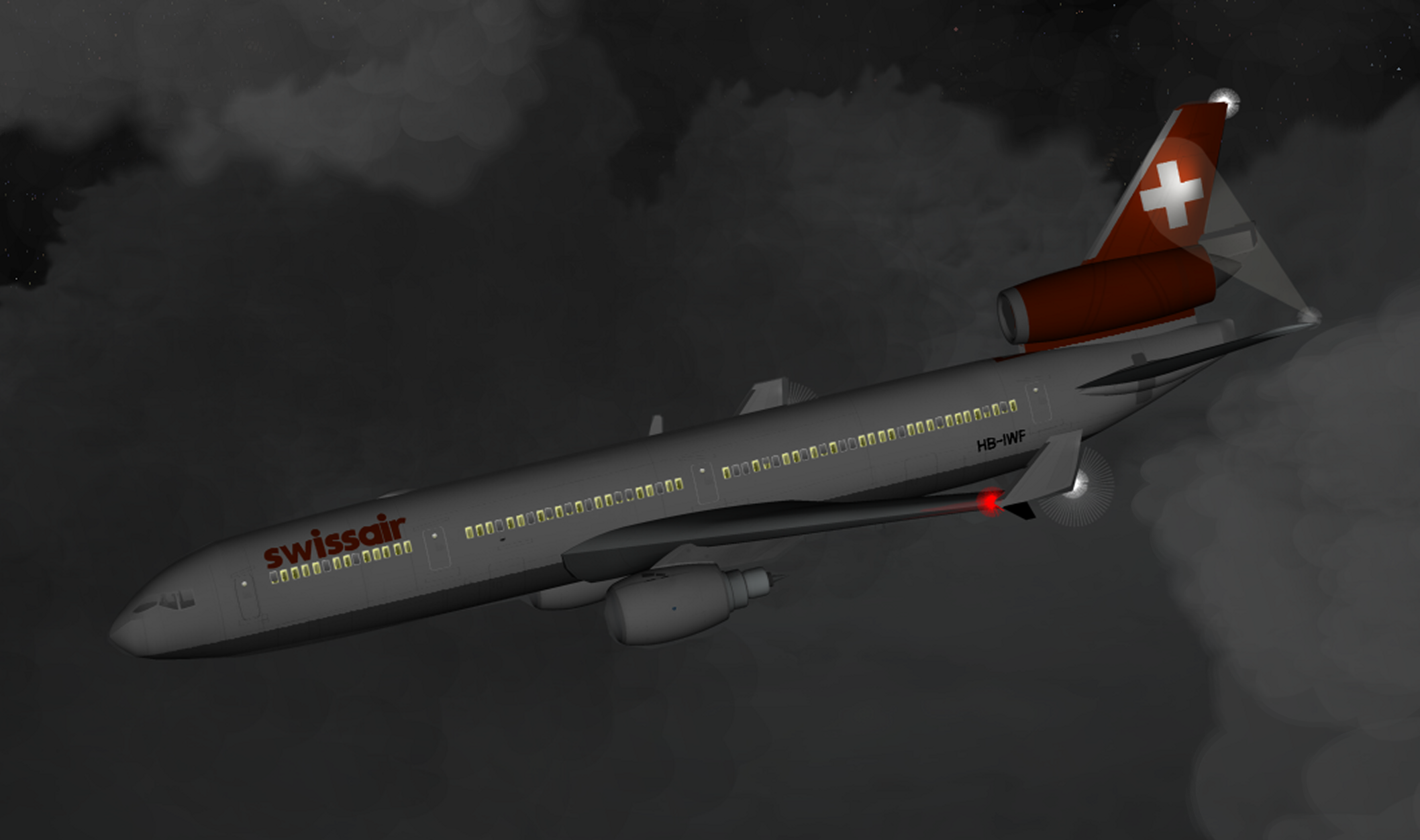
Компьютерная реконструкция катастрофы

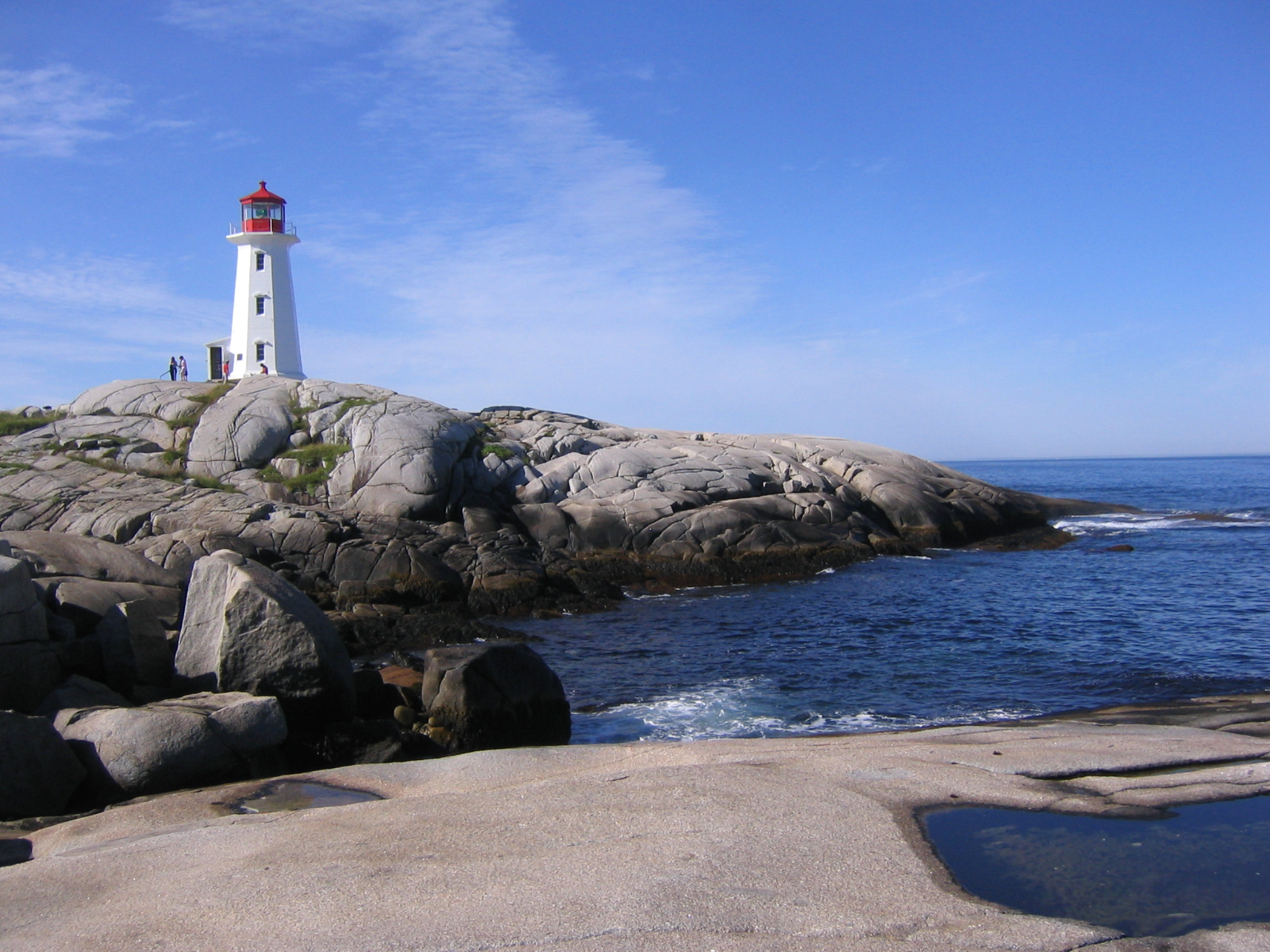
Место катастрофы рейса 111
(в 8 километрах от берега)

Рейс SWR111 вылетел из аэропорта имени Джона Кеннеди в Нью-Йорке в 00:18 UTC (20:18 EDT), на его борту находились 14 членов экипажа и 215 пассажиров.
В 00:58 рейс 111 без отклонений достиг эшелона FL330 (10 050 метров).
В 01:10:38 пилоты заметили необычный запах в кабине и начали искать его источник. После краткого обсуждения они решили, что причина в системе вентиляции.
В 01:13:14 в кабину пилотов просачивается дым.
В 01:13:33 пилоты обсуждают возможные альтернативные варианты аварийной посадки самолёта.
В 01:14:15 экипаж рейса 111 подал авиадиспетчеру в Монктоне сигнал «Pan-pan», пилоты запрашивают посадку в ближайшем аэропорту.
В 01:15:06 32-летний авиадиспетчер в Монктоне Билл Пикрелл (англ. Bill Pickrell, 9 лет профессионального опыта) предложил пилотам рейса 111 садиться в Галифаксе.
В 01:19:28 авиадиспетчер дал команду рейсу SWR111 повернуть на курс 030° для подхода к взлётной полосе Международного аэропорта Галифакс-Стэнфилд в Галифаксе.
В 01:20:48 пилоты решили сбросить авиатопливо перед посадкой.
В 01:22:01 рейс 111 повернул на юго-юго-запад на курс 200° для слива авиатоплива в океан (лайнер находился в 46,3 километрах от Галифакса).
В 01:24:09 на борту рейса 111 отключился автопилот.
В 01:24:42 пилоты рейса 111 сообщили об аварийной ситуации («экстренный вызов», наивысший приоритет, непосредственная опасность для жизни и здоровья). УВД Галифакса подтвердила получение сообщения.
В 01:24:53 пилоты рейса SWR111 объявили, что они начинают слив авиатоплива, а затем сразу зайдут на посадку в Галифаксе.
В период с 01:25:06 по 01:25:14 последовательно в кабине экипажа отключились все важные приборы.
В 01:25:12 остановилась запись бортовых самописцев (как параметрического, так и речевого).
В 01:25:16 авиадиспетчер дал разрешение на сброс авиатоплива. Рейс SWR111 не отвечает.
В 01:25:40 авиадиспетчер неоднократно дал разрешение рейсу 111 на слив авиатоплива. Ответа не поступало.
В 01:31:18 рейс SWR111 рухнул в залив святой Маргарет в 56 километрах от Галифакса. Очевидцы сообщили, что слышали громкий хлопок.
К месту предполагаемого падения самолёта (около 11 километров от побережья) были направлены 12 поисковых самолётов и вертолётов, 2 фрегата Королевского ВМФ Канады, а также многочисленные суда береговой охраны и рыболовецкие траулеры. В поисково-спасательной операции участвовали не менее 300 членов спасательных служб. Они прибыли на место катастрофы около 02:30, но ими были обнаружены только обломки лайнера и тела погибших.

## Поднятие обломков

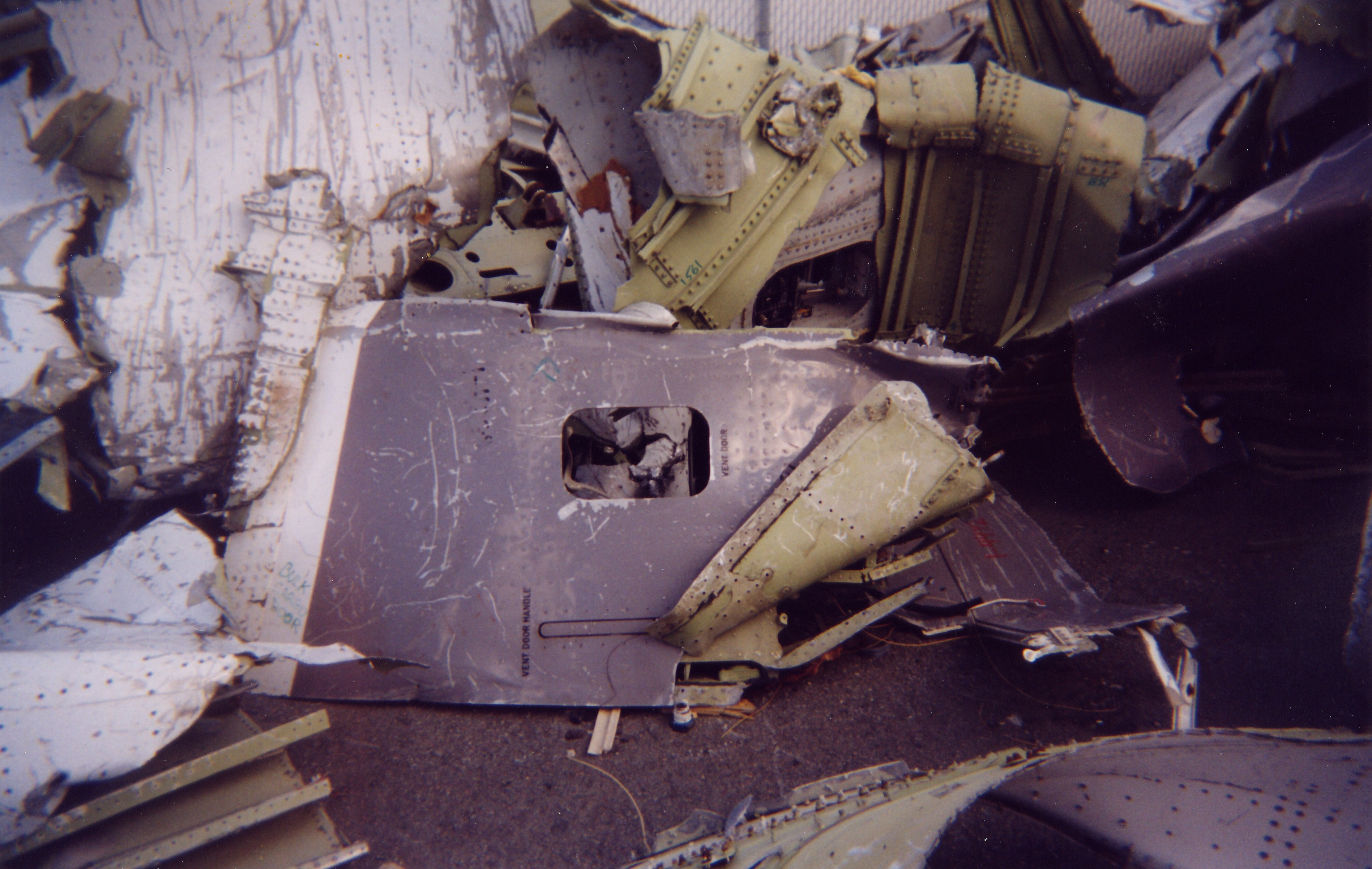
Обломки рейса 111

Самолёт при ударе о воду полностью разрушился, большая часть обломков опустилась на морское дно на глубину 55 метров. Всего было найдено 126,5 тонн обломков, что соответствует 98% массы самолёта. Поднятие обломков продолжалось 15 месяцев, последние мелкие детали были подняты в декабре 1999 года.
Во время процедуры по поднятию обломков исследователями был случайно обнаружен корпус британской подводной лодки HMS L26, которая была передана Канаде во время Второй мировой войны и использовалась в качестве судна-мишени (она была затоплена в 1946 году).

## Расследование
Расследование причин катастрофы рейса SWR111 длилось 4 года и стоило правительству Канады около $ 39 000 000 (57 000 000 канадских долларов). Всего к расследованию и операции по поднятию со дна океана тел погибших и обломков самолёта было привлечено около 4000 человек.
27 марта 2003 года Совет по транспортной безопасности Канады опубликовал окончательный отчёт расследования.
Согласно отчёту, пожар на борту рейса SWR111 произошёл из-за короткого замыкания в бортовой системе развлечений IFEN («In-Flight Entertainment Network»), благодаря которой пассажиры бизнес-класса могли смотреть видео и играть в видеоигры. Пожар распространился из-за изоляционного материала — металлизированного майлара, который не был огнестойким.
Следуя инструкциям безопасности по борьбе против дыма неизвестного происхождения, пилоты вынуждены были отключить все вспомогательные системы, в том числе и циркуляционный вентилятор в хвостовой части, из-за чего пожар в кабине пилотов распространился. Горючие материалы, использованные в структуре самолёта, позволили огню очень быстро распространиться, что привело к полной потере управления и падению лайнера в залив. За 6 минут до катастрофы из строя вышли все системы управления и отключились бортовые самописцы.

## Последствия катастрофы
- После установления причин катастрофы рейса SWR111 был наложен полный запрет на использование в конструкции самолётов гражданской авиации металлизированного майлара. Тем не менее, авиакомпании некоторых стран не сразу последовали этому указанию.
- Авиакомпания Swissair в знак уважения к пассажирам и экипажу рейса 111 сменила номер рейса Нью-Йорк—Женева с SWR111 на SWR023, а по нему стал летать Airbus A330-300.
- Катастрофа рейса 111 считается одним из факторов, способствовавших банкротству авиакомпании Swissair в 2001 году и прекращению её работы в 2002 году[13]. Боксёр Джейк Ламотта, чей сын Джозеф погиб в катастрофе, подал на авиакомпанию в суд, потребовав компенсацию в размере $ 50 000 000[14].
- Хотя из воды было извлечено 98 % обломков лайнера, картину Пабло Пикассо «Художник» признали безвозвратно утраченной — был найден лишь её небольшой фрагмент. Картина не была специально упакована, поэтому предполагается, что она не пережила столкновение самолёта с поверхностью залива. Перевозимые драгоценности также не были найдены. Страховщики «Lloyd’s» выплатили $ 300 000 000 за утраченные драгоценности, а в 2000 году обратились к правительству провинции Новая Шотландия за лицензией на поисковую операцию на дне океана, но после возмущений родственников погибших извинилась и отозвала просьбу. Несмотря на законодательный запрет охоты за сокровищами в Новой Шотландии, коммерческие дайверы намекали, что мародёры до сих пор пытаются что-то отыскать на месте катастрофы рейса 111[9].

## Культурные аспекты
- Катастрофа рейса 111 Swissair показана в двух документальных сериалах телеканала «National Geographic Channel» — Расследования авиакатастроф (серия Пожар на борту) и Секунды до катастрофы (серия Пожар в кабине). Авиадиспетчер Билл Пикрелл участвовал в съёмках обеих серий, дав авторам интервью о событиях того вечера.
- Также она показана в американском документальном телесериале от «MSNBC» Почему разбиваются самолёты[англ.] (англ. Why Planes Crash) в серии Пожар в небе (англ. Fire In The Sky).
- Катастрофа рейса 111 упоминается в книге И. А. Муромова «100 великих авиакатастроф» в главе Катастрофа самолёта MD-11 над Атлантикой.